# Saaremaa
Pour les articles homonymes, voir Saaremaa (compagnie maritime) et Saaremaa I (navire).
Saaremaa (en suédois : Ösel ; en danois : Øsel ; en finnois : Saarenmaa) est la plus grande île de l'Estonie et de l'archipel d'Estonie-occidentale. Elle constitue la plus grande partie du comté de Saare (Saare maakond) qui englobe aussi les îles de Muhu, de Ruhnu, de Vilsandi, d'Abruka et plusieurs petits îles.

## Géographie
Située dans le golfe de Riga, au sud de l'île de Hiiumaa, ses  côtes ouest et nord-ouest ferment le golfe de Riga. Une distance de quinze kilomètres vers le nord-est la sépare des côtes estoniennes tandis que vingt-neuf kilomètres sont à parcourir à travers le détroit d'Irbe pour rejoindre la Lettonie. 
L'île de Saaremaa sépare le golfe de Riga de la mer Baltique reliés principalement par le détroit d'Irbe. 
La superficie de l'île est de 2 613 km2.
La plus grande ville de l'île est Kuressaare. 
Saaremaa se caractérise en grande partie par une topographie étonnamment plate, le point culminant, le Viidu Raunamägi, est situé près de Kihelkonna à l'ouest de l'île dans la réserve naturelle Viidumäe fondée en 1957 et n'atteint qu'environ 54 mètres d'altitude. 
Saaremaa est densément boisée, environ 40 % de l'île sont couverts de forêts. 
Ses plus grands lacs sont le Suur Laht, la baie de Mullutu près de Kuressaare, le Karujärv près de Kärla, le Ristissoo et le lac Koigi.
La dolomite, extraite dans les carrières près de Kaarma et transformée en produits artisanaux, présente un intérêt géologique.
Les cratères de Kaali furent formés par un impact de météorite il y a plus de 4 000 ans.

## Histoire
Les résultats de fouilles archéologiques ont prouvé que l'île de Saaremaa est habitée depuis au moins cinq mille ans. Dans les vieilles sagas scandinaves, Saaremaa est appelée Eysysla, nom qui a exactement la même signification que Saaremaa en estonien : « la région de l'île ». Ce nom a été transposé en allemand et en suédois pour donner Ösel et en latin Osilia. Le nom Eysysla apparaît conjointement avec Adalsysla, « la grande région », peut-être Suuremaa ou Suur Maa en estonien, qui désigne la partie continentale de l'Estonie. Les sagas relatent de nombreuses escarmouches entre les Osiliens et les Vikings. Saaremaa était la région la plus riche de l'ancienne Estonie et le refuge de nombreux pirates estoniens (que l'on appelait parfois les Vikings estoniens). Les Chroniques de Henri de Livonie décrivent une flotte de seize bateaux et de cinq cents insulaires ravageant le Sud de la Suède (qui était alors danois).
Jusqu'en 1227, Saaremaa fut conquise par les chevaliers Porte-Glaive, précurseurs de l'ordre Teutonique, lors des croisades baltes mais resta l'un des hauts-lieux de la résistance estonienne. Quand les chevaliers furent défaits par l'armée lituanienne à la bataille de Saule en 1236, les insulaires se rebellèrent. Le conflit fut réglé par un traité signé par les Osiliens et les maîtres de l'Ordre. Les croisés firent construire châteaux tels que Kuressaare (Arensbourg) en vue de renforcer leur puissance. 

La Confédération livonienne vers 1260, l'évêché d'Ösel-Wiek en rouge.

Au sein de la Confédération livonienne, une partie de Saaremaa était directement gouvernée par l'Ordre, tandis que l'autre partie était gouvernée par l'évêché d'Ösel-Wiek, partiellement indépendant, ce qui causait perpétuellement des mésententes et tensions. Au cours de la Reforme protestante, l'évêché a été dissout. Le 15 avril 1560, son territoire (dont la partie de Saaremaa qu'il possédait) fut vendu par le dernier prince-évêque, Johann von Münchhausen, au royaume de Danemark. Après la guerre nordique de Sept Ans, en 1570, le Danemark acquit le reste de Saaremaa.
En 1645, Saaremaa fut cédée par le Danemark à l'Empire suédois par le traité de Brömsebro. À la fin de la grande guerre du Nord en 1721, Saaremaa ainsi que le reste de l'Estonie suédoise fut cédée à la Russie impériale par le traité de Nystad. Durant la guerre, la population était fortement décimée par une grande épidémie de peste. Incorporée dans le gouvernement de Livonie, les gouverneurs se sont efforcés de reconstruire les infrastructures dans les pays ravagés. 
L'Estonie devint indépendante après la Révolution russe et la fin de l'empire des Tsars en 1917. Au XXe siècle, Saaremaa fut occupée deux fois par les Allemands. Lors de la Première Guerre mondiale, les îles estoniennes furent conquises au cours de l'opération Albion en octobre 1917 et occupées jusqu'à la fin des hostilités. Saaremaa a connu une rébellion en avril 1919 contre le gouvernement provisoire estonien pendant la guerre d'indépendance de l'Estonie. Le nouvel État fut contraint d'incorporer l'URSS en juin 1940 à la suite du pacte germano-soviétique. Les Allemands réoccupèrent les îles en 1941 (opération Beowulf) puis en furent chassés par l'Armée rouge en novembre 1944 (opération Moonsund). 
En 1946, les autorités soviétiques ont déclaré l'île comme zone restreinte fermée aux civils non locaux (Estoniens ou étrangers). L'île est restée fermée jusqu'en 1989. L'indépendance de l'Estonie fut de nouveau proclamée le 20 août 1991 avec le déclin de l'URSS.
Un descriptif détaillé de l'histoire de Saaremaa est en exposition permanente au musée régional de l'île à Kuressaare.

## Mythologie et folklore
Dans la mythologie estonienne, l'île de Saaremaa est gouvernée par le héros Suur Tõll et son épouse Piret, tous deux de taille gigantesque, qui protègent l'île contre les attaques ennemies.

## Transports
Un aéroport entretient des vols réguliers de Kuressaare vers Tallinn, mais aussi des vols saisonniers vers Pärnu, l'île de Ruhnu et même Stockholm.
Saaremaa est reliée à l'île de Muhu par une route étant donné leur proximité géographique. Des lignes de bus desservent Tallinn, Pärnu et Tartu
La compagnie de ferry Saaremaa relie la ville de Muhu au continent (Virtsu) de façon permanente. Le coût est de 35 EEK soit environ 2 € et 15 EEK pour les étudiants. Des lignes de ferry entretiennent des transferts réguliers vers l'île de Hiiumaa (Sõru) et la Lettonie (Ventspils). Son coût est de 24 € environ. En hiver, il est possible de traverser le détroit sur une route de glace.
Des projets de ponts ou de tunnels entre l'île et le continent sont régulièrement discutés ou à l'étude depuis 1997, mais coûteraient au minimum 390 millions d'euros pour un pont et 620 millions pour un tunnel. L'île est une zone Natura 2000, ce qui doit être pris en compte pour la construction. Le nombre de traversées s'est élevé à 1,8 million de personnes en 2018. Le projet le plus vraisemblable consisterait à construire une chaussée entre les îles de Muhu et Viirelaid, puis un pont ou un tunnel de Viirelaid au continent.

## Galerie de photos

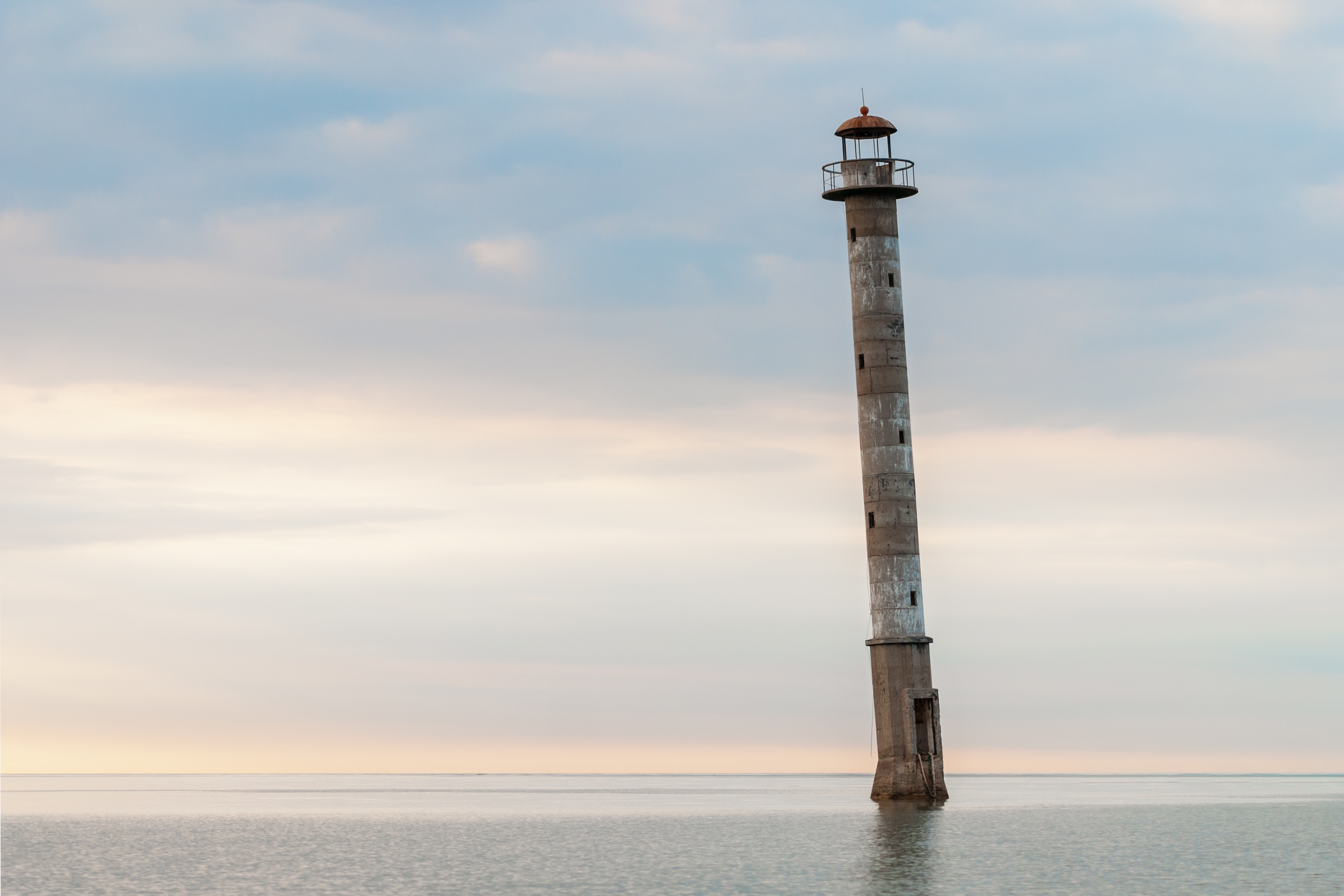
Phare de Kiipsaare.
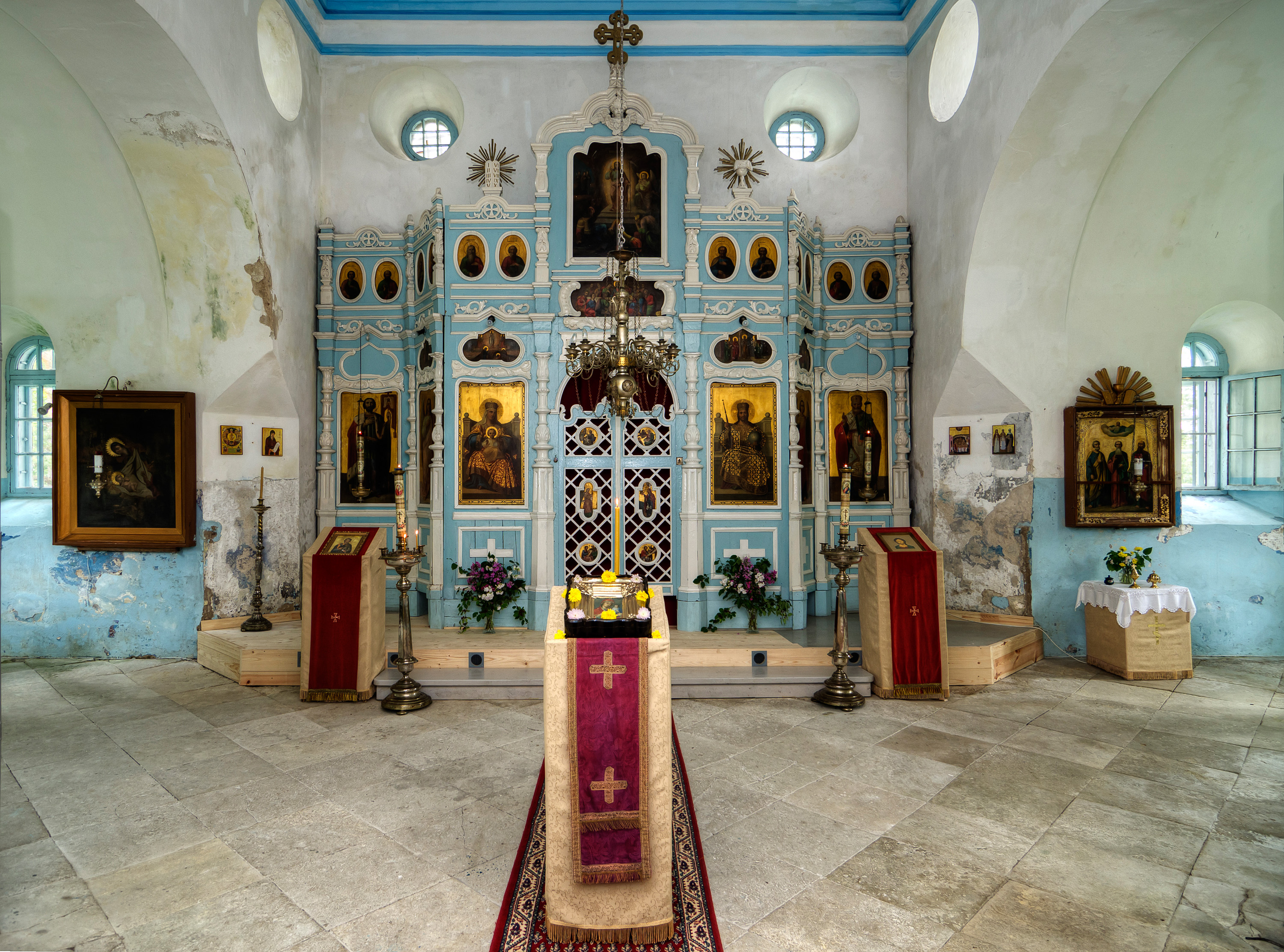
Reomäe (église).
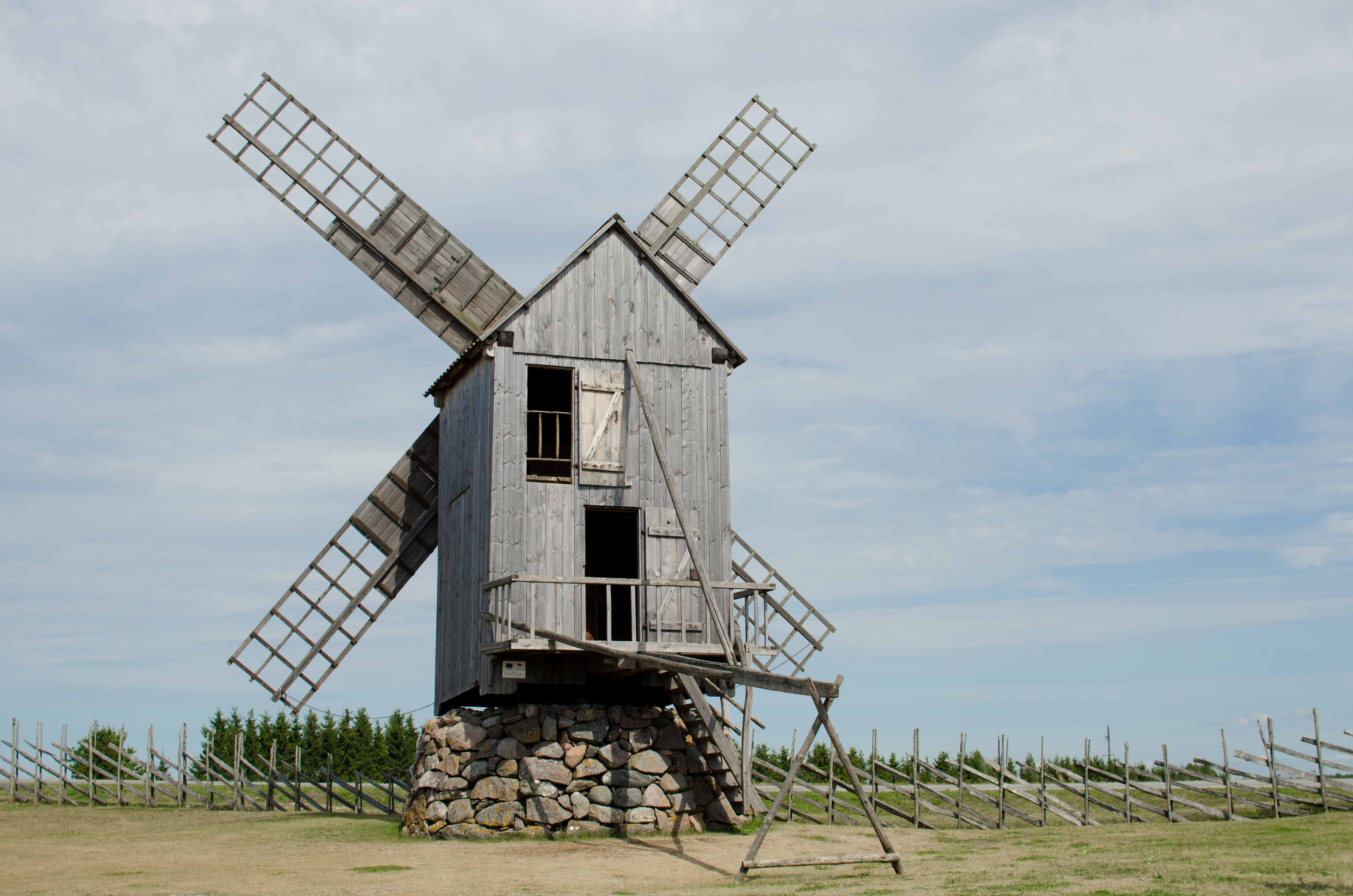
Angla.
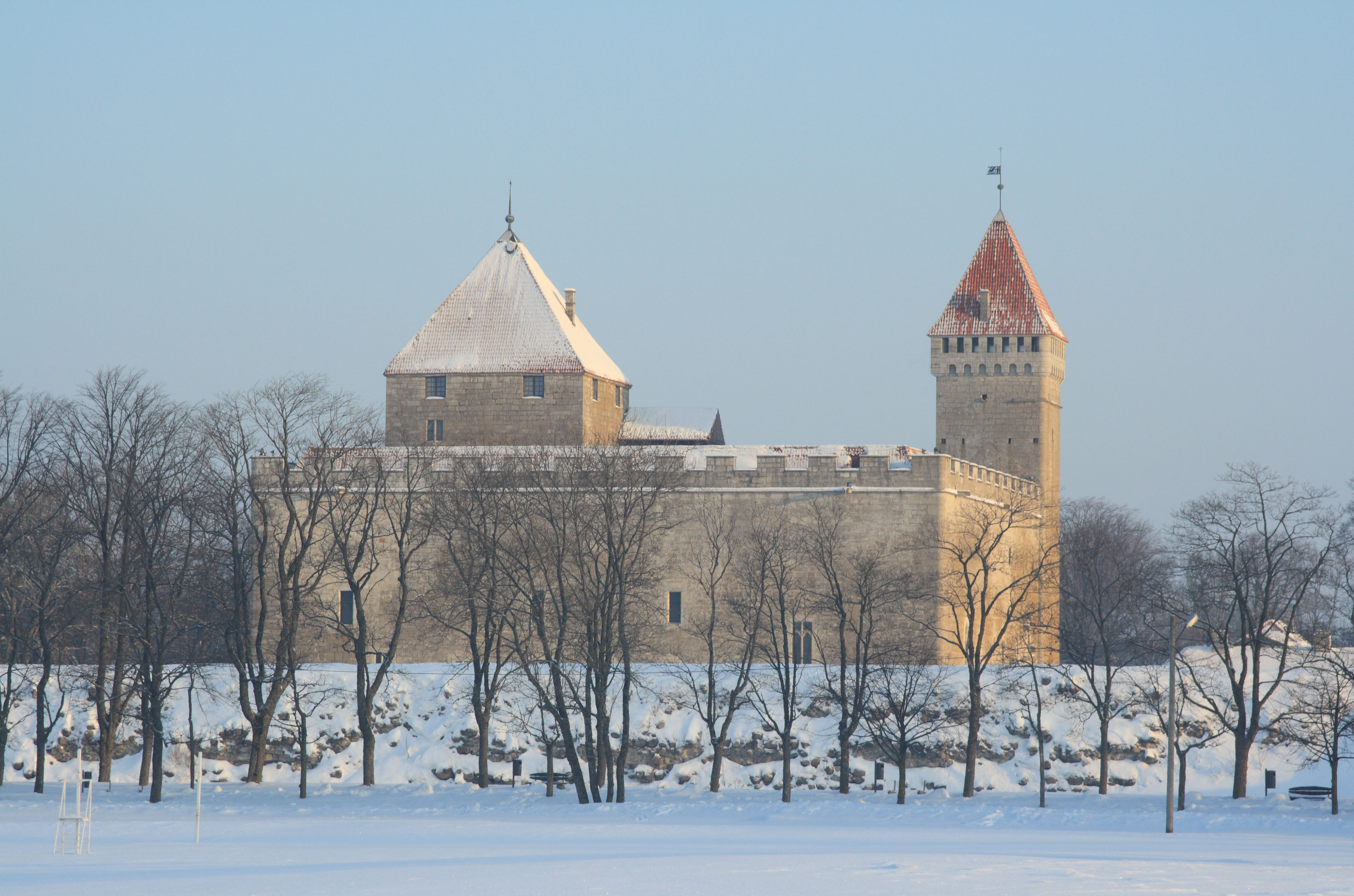
Le château teutonique d'Arensbourg, aujourd'hui château de Kuressaare.
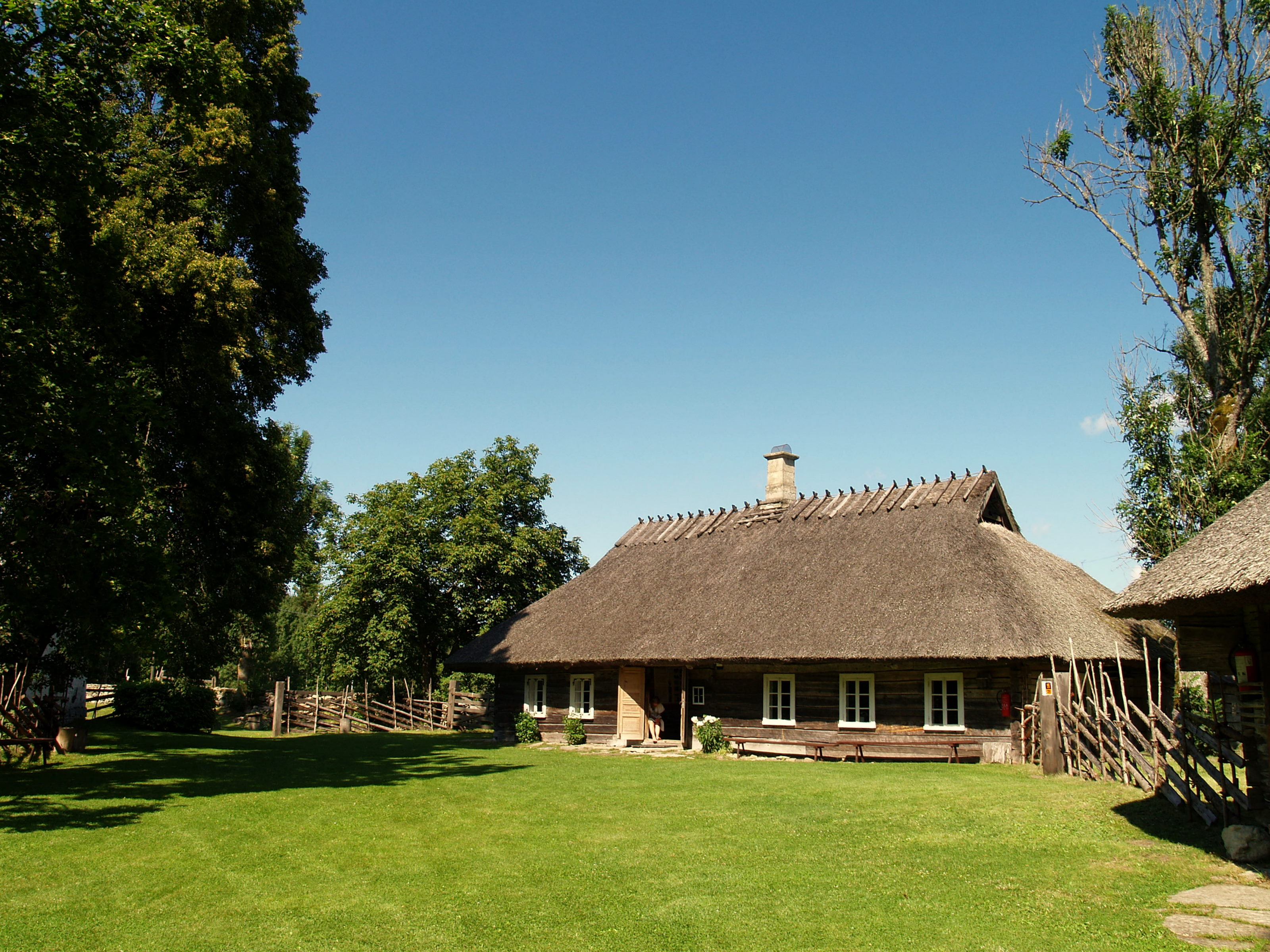
Viki.
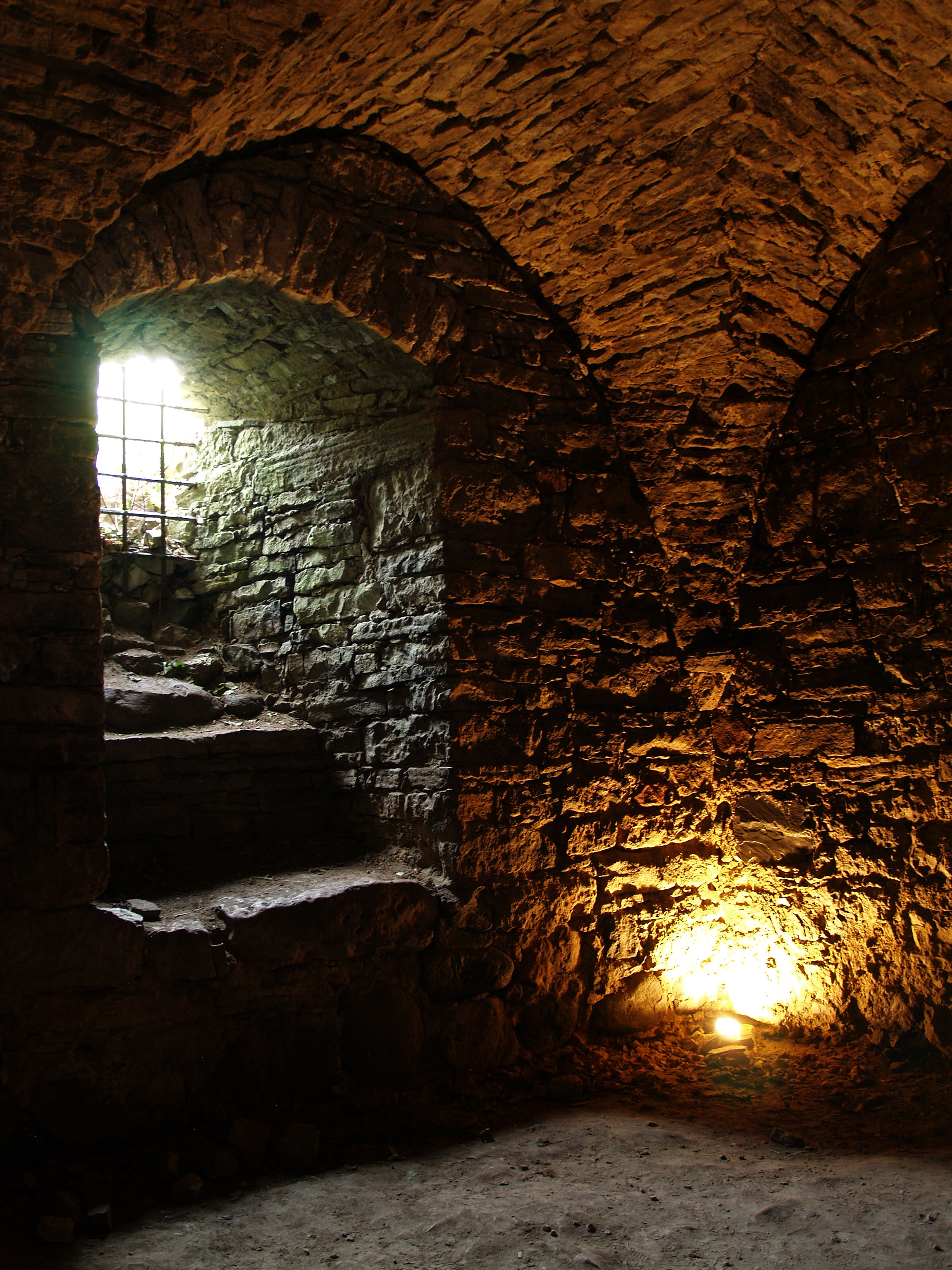
Maasi.
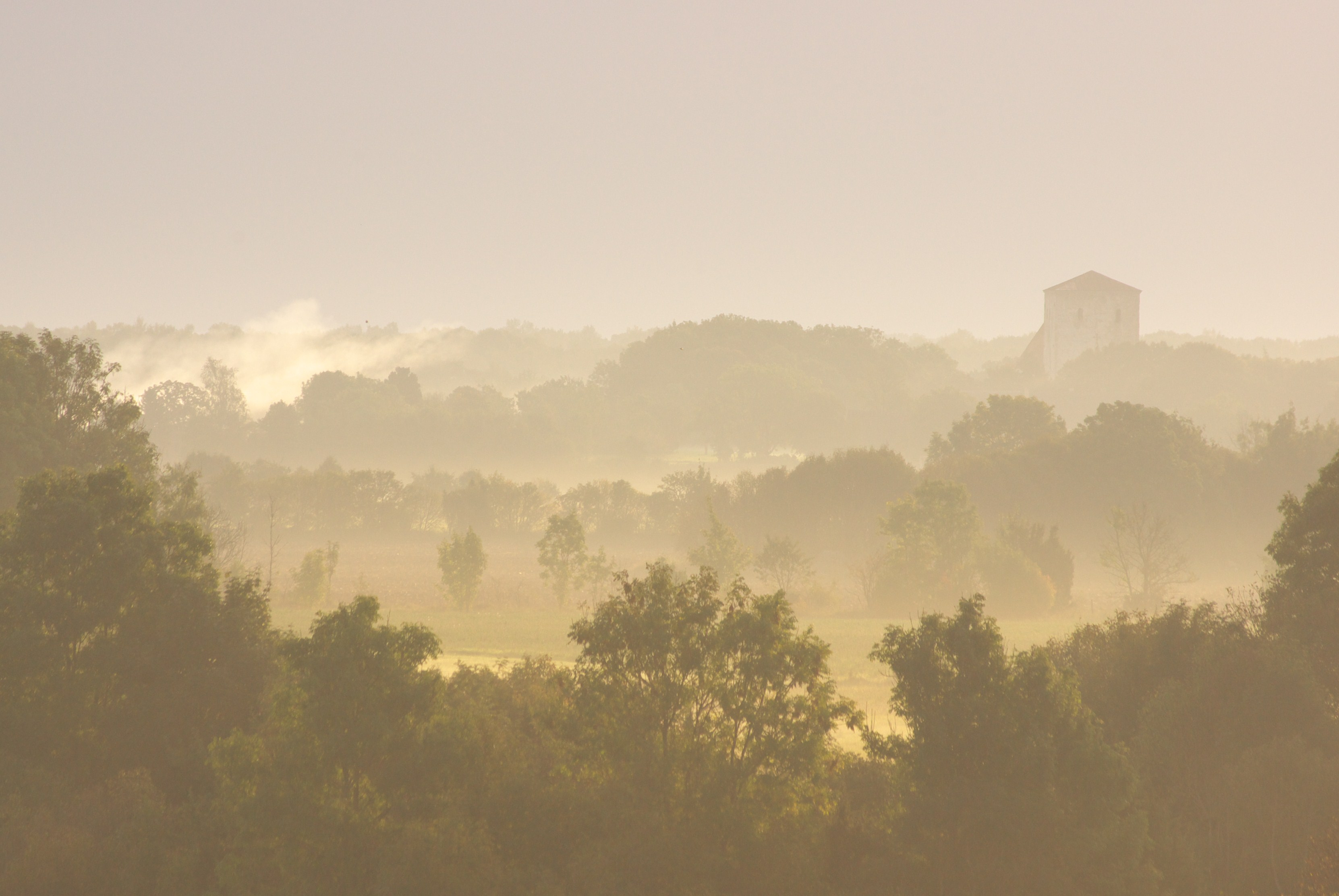
Pöide.
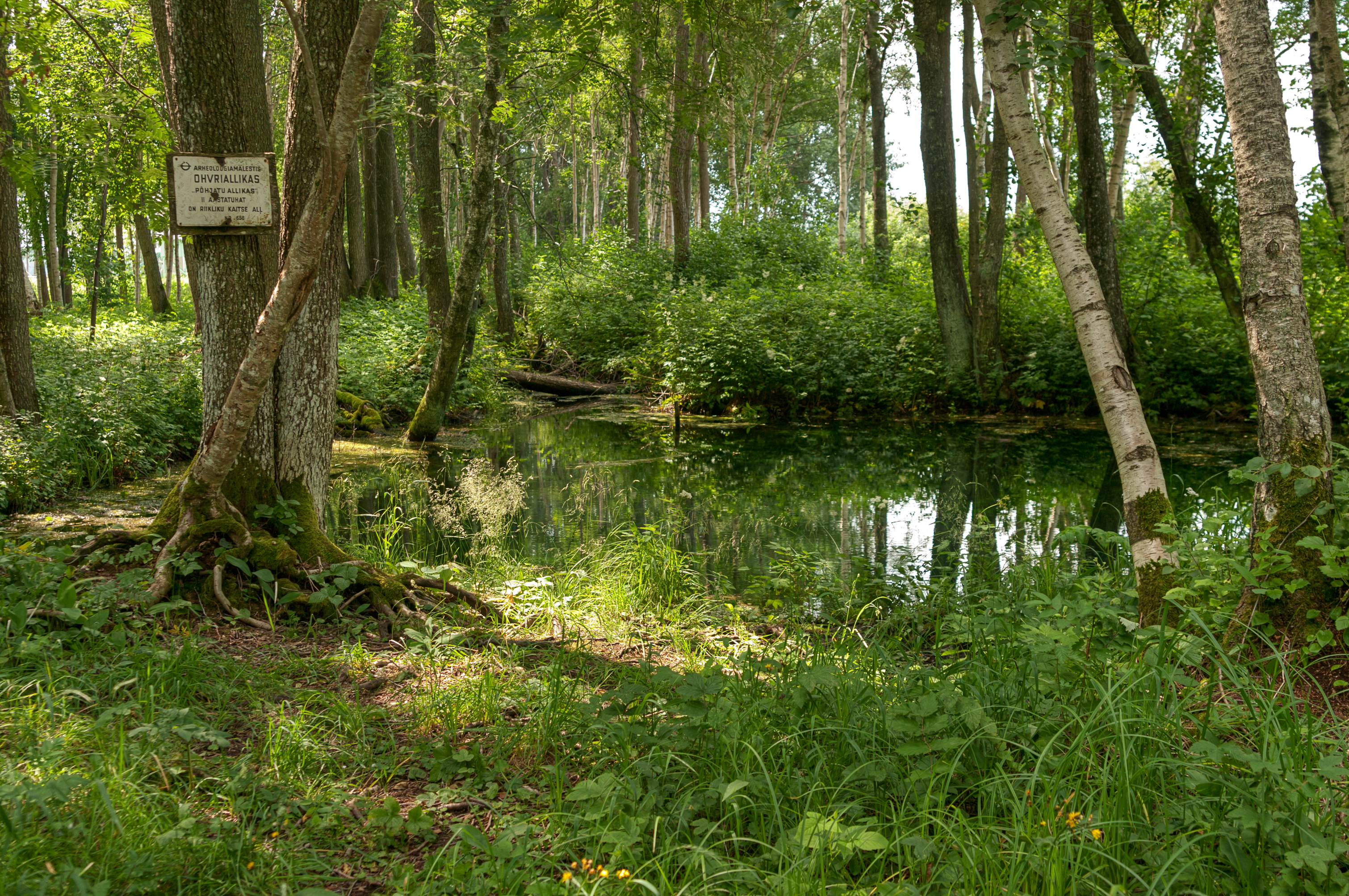
Source.
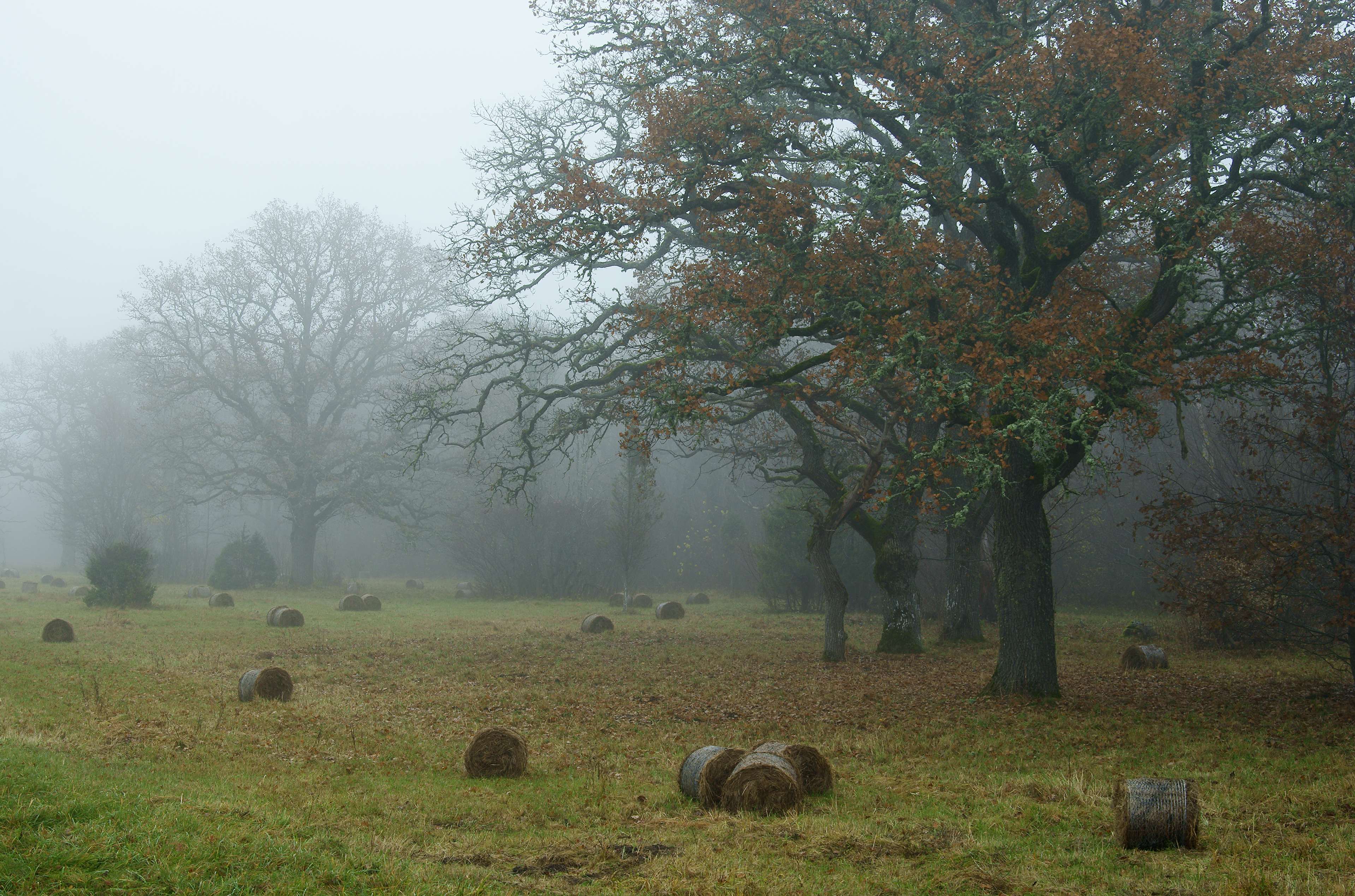
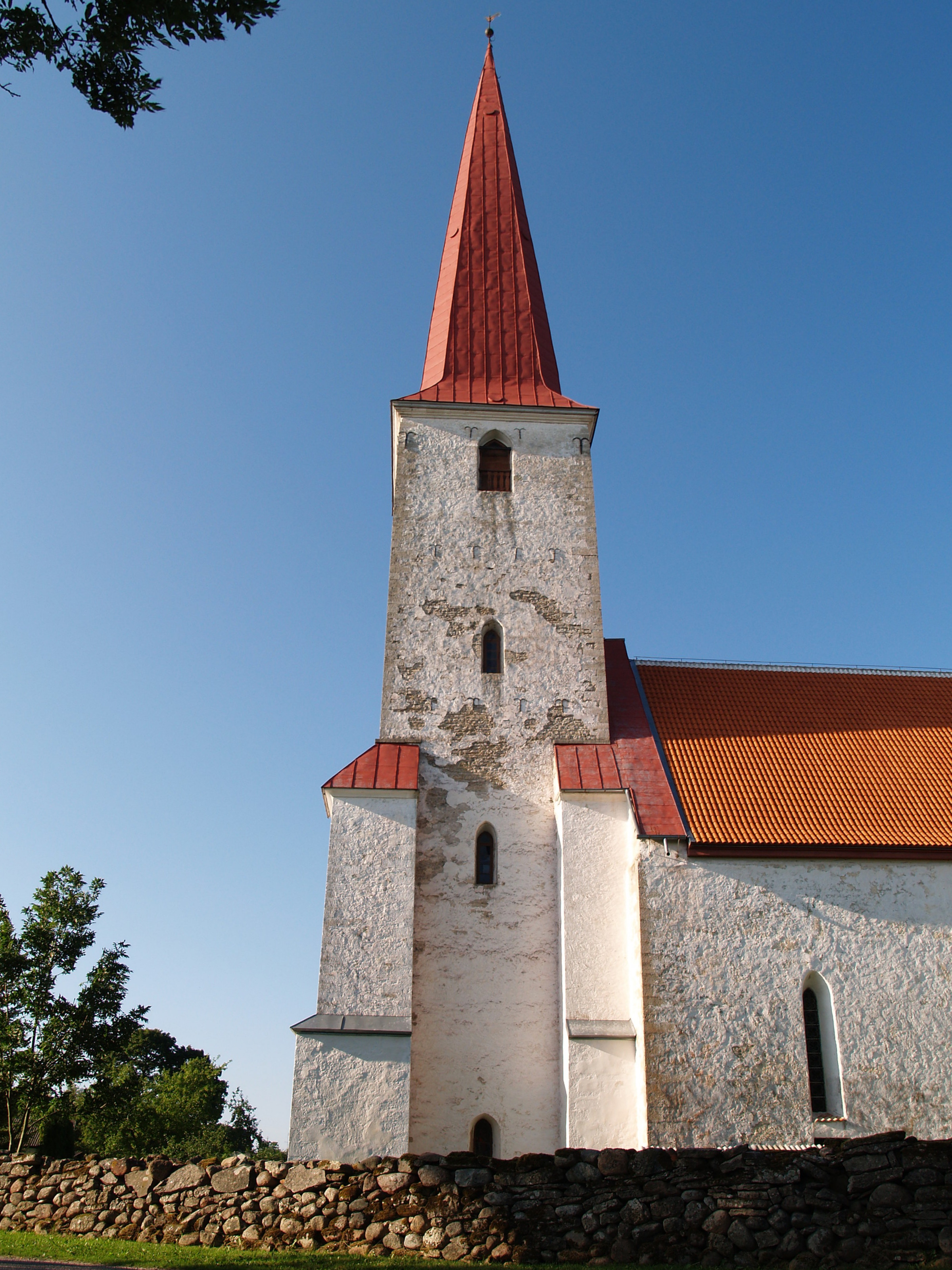
Kihelkonna.
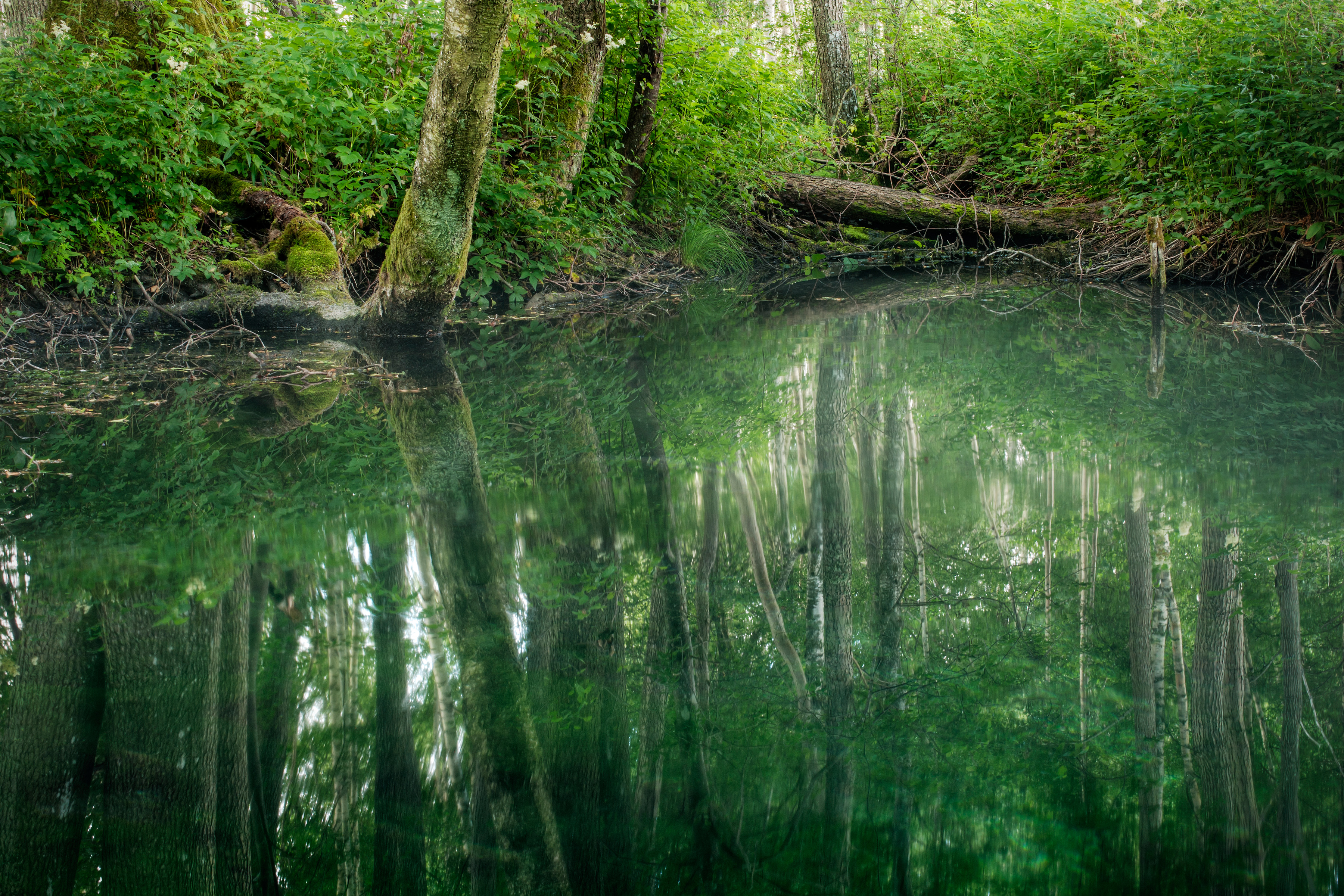
Source